# Marble (KDE)
Marble é um globo virtual livre que permite escolher entre Terra, Lua, Vênus, Marte, Mercúrio e outros. Trata-se de um software livre, publicado sob os termos da GNU LGPL e desenvolvido pelo KDE e comunidades de software livre e aberto para uso em computadores pessoais, rodando um sistema operativo compatível com Qt 5.
O Marble destina-se a ser muito flexível; além de seu design multiplataforma, os componentes centrais podem ser integrados com facilidade em outros programas. Ele foi feito para rodar mesmo sem aceleração via hardware, no entanto ele suporta a utilização de OpenGL. Os desenvolvedores almejaram que a aplicação iniciasse rapidamente, e contivesse um banco de dados mínimo, porém útil, algo entre 5~10 MiB.
Recentemente, colaboradores adicionaram suporte para recursos de mapeamento na rede, como o OpenStreetMap. Este recurso integra muito bem com a habilidade de interpretar ficheiros kml.